# 潘大臨
潘大臨（?—?），字君孚，一字邠老，原籍長樂三溪，黄州（今屬湖北）吝安鎮人。北宋詩人。
祖父潘堂，父潘鯁是繪畫家，元豐己末（1079年）進士。大臨與其弟潘大觀皆有詩名。元豐三年（1080年）蘇東坡貶黃州，二月與潘鯁、潘丙有交往；張耒謫黄州時，多有交往。大臨能詩，宋代惠洪《冷斋夜话》卷四记载：“黃州潘大臨，工詩，多佳句，然甚貧。東坡、山谷尤喜之。臨川謝無逸，以書問有新作否？潘答書曰：「秋來景物件件是佳句，恨為俗氛所蔽翳。昨日閑臥，聞攪林風雨聲，欣然起題其壁曰：『滿城風雨近重陽。』忽催租人至，遂敗意。止此一句奉寄。」聞者笑其迂闊。